# یورش دختران زنبوری
یورش دختران زنبوری (انگلیسی: Invasion of the Bee Girls) یک فیلم علمی تخیلی آمریکایی به کارگردانی دنیس سندرز است که در سال ۱۹۷۳ منتشر شد.

## بازیگران
- ویلیام اسمیت
- ویکتوریا وتری
- آنیترا فورد
- رایت کینگ
- سوزان پلیر